# Mesnois
Mesnois és un municipi francès situat al departament del Jura i a la regió de Borgonya - Franc Comtat. L'any 2007 tenia 193 habitants.

## Demografia

### Població
El 2007 la població de fet de Mesnois era de 193 persones. Hi havia 72 famílies de les quals 15 eren unipersonals (11 homes vivint sols i 4 dones vivint soles), 38 parelles sense fills i 19 parelles amb fills.
La població ha evolucionat segons el següent gràfic:
Habitants censats

### Habitatges
El 2007 hi havia 104 habitatges, 78 eren l'habitatge principal de la família, 12 eren segones residències i 14 estaven desocupats. 77 eren cases i 27 eren apartaments. Dels 78 habitatges principals, 55 estaven ocupats pels seus propietaris, 19 estaven llogats i ocupats pels llogaters i 4 estaven cedits a títol gratuït; 5 tenien dues cambres, 11 en tenien tres, 25 en tenien quatre i 37 en tenien cinc o més. 65 habitatges disposaven pel capbaix d'una plaça de pàrquing. A 32 habitatges hi havia un automòbil i a 38 n'hi havia dos o més.

### Piràmide de població
La piràmide de població per edats i sexe el 2009 era:
| Homes | Edats   | Dones |
| ----- | ------- | ----- |
| 0     | 95 o +  | 0     |
| 0     | 90 a 94 | 0     |
| 4     | 85 a 89 | 0     |
| 4     | 80 a 84 | 0     |
| 4     | 75 a 79 | 8     |
| 0     | 70 a 74 | 4     |
| 8     | 65 a 69 | 8     |
| 4     | 60 a 64 | 4     |
| 4     | 55 a 59 | 4     |
| 8     | 50 a 54 | 12    |
| 8     | 45 a 49 | 4     |
| 4     | 40 a 44 | 4     |
| 4     | 35 a 39 | 4     |
| 0     | 30 a 34 | 0     |
| 8     | 25 a 29 | 4     |
| 8     | 20 a 24 | 8     |
| 4     | 15 a 19 | 4     |
| 12    | 10 a 14 | 0     |
| 0     | 5 a 9   | 0     |
| 4     | 0 a 4   | 4     |

## Economia
El 2007 la població en edat de treballar era de 122 persones, 87 eren actives i 35 eren inactives. De les 87 persones actives 81 estaven ocupades (43 homes i 38 dones) i 6 estaven aturades (2 homes i 4 dones). De les 35 persones inactives 21 estaven jubilades, 5 estaven estudiant i 9 estaven classificades com a «altres inactius».

### Ingressos
El 2009 a Mesnois hi havia 80 unitats fiscals que integraven 204 persones, la mediana anual d'ingressos fiscals per persona era de 15.512 €.

### Activitats econòmiques
Dels 15 establiments que hi havia el 2007, 1 era d'una empresa de fabricació de material elèctric, 5 d'empreses de fabricació d'altres productes industrials, 1 d'una empresa de comerç i reparació d'automòbils, 4 d'empreses d'hostatgeria i restauració, 1 d'una empresa financera, 1 d'una empresa immobiliària, 1 d'una empresa de serveis i 1 d'una empresa classificada com a «altres activitats de serveis».
Dels 5 establiments de servei als particulars que hi havia el 2009, 2 eren tallers de reparació d'automòbils i de material agrícola i 3 restaurants.
L'any 2000 a Mesnois hi havia 4 explotacions agrícoles que ocupaven un total de 420 hectàrees.

## Poblacions més properes
El següent diagrama mostra les poblacions més properes.